# Bo Schobel
Robert Edward "Bo" Schobel (24 de março de 1981, Columbus, Texas) é ex um jogador de futebol americano que atuava como defensive end na National Football League (NFL). Ele foi draftado pelo Tennessee Titans na quarta rodada do Draft de 2004 da NFL.
Schobel jogou pelo Indianapolis Colts, Arizona Cardinals, Jacksonville Jaguars da NFL e pelo Florida Tuskers da UFL. Ele ganhou um Super Bowl com os Colts na edição XLI.